# バイナリー ドメイン
『バイナリー ドメイン』 (BINARY DOMAIN) は、セガより2012年2月16日に発売されたPlayStation 3、Xbox 360、Microsoft Windows用ゲームソフト。
キャッチコピーは「2080年 東京 「究極の人類」が完成した日…」。

## 概要
『龍が如く』シリーズの総合監督・名越稔洋が制作。テーマは「命」。
味方NPCに対して音声入力による指示や会話への返答が可能。また、味方NPCには信頼度が設定されており、信頼度の高さによって変化するイベントが存在する。
敵には高度なAIを組んでおり、片腕と片足だけになっても武器を持って這って攻撃に行く、多脚兵器が一本足になってもケンケンの要領で移動するなど、部位破壊されても執念深くプレイヤーや味方を襲ってくる。
龍が如くスタジオ製作のゲームの恒例として、タイアップとして実在の企業や団体、建築物やランドマークがゲーム内のあちこちで出てくる。
Windows版はSteamで販売されているが、日本語が含まれておらず日本からは購入できない。
2021年11月16日にXbox 360版がXbox OneおよびXbox Series X/Sの後方互換機能に対応。

## イントロダクション
西暦2080年。2012年頃から始まった海面上昇により多くの陸地は水没し、人の居住地は富裕層や特権階級が住む高層建築の上層都市と、そこに住めない者たちが住む下層のスラムに分かれていた。その結果、高層建築など危険な仕事をさせるためのロボット技術が飛躍的に進歩していった。
ある日、ロボット市場のシェアを独占するベルゲン社を、拳銃を持った男が襲撃する事件が発生した。「お前ら、俺に何をした」と言いながら男が自らの頬の肉をはがすと、その下には金属の骨格があった。
翌日、アメリカ上層部の会議で、その男は人近似ロボットの開発と研究を禁じるジュネーブ・コードに抵触する自らを人間と思い込んでいるロボットだという報告が出された。上層部はこのロボットにホロウチルドレンという呼び名を付けた。男が持っていたグリーンカードによると、ホロウチルドレンは30年以上前から相当な数が人間社会に紛れ込んでいる可能性が高いと推測され、事実、その場にいた将軍の一人もホロウチルドレンであった。その製作者として唯一考えられる人物として、人工知能の権威であり、AMADA社の創設者天田洋二の名が挙がる。そして、ホロウチルドレンに関するデータの入手と天田の身辺調査・身柄拘束のため、日本にIRTA（国際ロボット技術機構）の特務部隊ラストクルーの派遣が決定する。
ベルゲン社襲撃事件から10日後。排他主義が主流になった日本で、内務省治安維持部隊の銃口を掻い潜りながらAMADA社へ向かうラストクルーのメンバーたち。そこには誰も想像だにしていなかった、人類全体の深刻な危機が待ち構えていた。

## 登場キャラクター

### ラストクルー
ダン・マーシャル/Dan Marshall
声：山寺宏一/平尾明香（少年時代）
ネブラスカ州出身のアメリカ人で、階級は一等軍曹。33歳。幼い頃に母親と共に父親から暴力を受け、それが原因で両親が離婚して母子家庭で育つ。経済的困窮から脱するため18歳の時にアメリカ陸軍に入隊した。その後、IRTAに資質を見出され、ラストクルーに入隊するべく陸軍を退役した。暴力を振るっていた父親を家事用ロボットが止めなかったことに腹を立て、そのロボットを野球バットで殴って破壊した過去があり、時々その記憶がフラッシュバックすることがある。逆境を楽しむという生来の気質が任務遂行能力に活かされた結果"生還者（サバイバー）"と呼ばれている。また、映画鑑賞の趣味があるのか、三船が引き合いに出すジェームズ・ボンドを説明したり、日本のヤクザについて映画を介しての知識を有している描写がある。主武装のアサルトライフル「SOWSAR-17アサルトライフル SBMOD」はアドオン式ランチャー状の"ショックバースト"と呼ばれる兵器を装備したものである。
ロイ・ボーテン/Roy Boateng
声：岩崎征実
マサチューセッツ州出身のアメリカ人で、階級は一等軍曹。スキンヘッドに、フットボールで鍛えあげられた堂々たる体躯を持つアフリカ系アメリカ人（ニックネームは"ビッグ・ボウ（Big Bo）"）。36歳。威圧的な容貌の割に表情豊かで、親しみやすく、人懐こい性格である。主武装のライトマシンガン「シュワルローゼM-489 SAW」は発射サイクルを重視したものである他、敵ロボットを幻惑する「ホログラムデコイ」を装備している。女好きで、ダンとの会話によると映画はポルノ映画しか観ないらしく、また高所恐怖症であり、絶叫マシーンが苦手である。健康に気を遣っており、禁煙している。ダンとは米軍時代からの相棒として日本への潜入も同行するが、ルートでは終盤で政府からの命令に背くダンたちを見限って政府側に就き、戦闘後にダンによって殺害されるか、もしくはダンを裏切ることはできないという気持ちからダン側に就くもフェイを庇って致命傷を負い、ダンの目の前で息を引き取る（全員生存ルートでは生き延びている）。
フェイ・リー/Faye Lee
声：久川綾
中国人である口元のほくろが印象的な美人で、階級は中尉、ラストクルー暦は半年。冷静沈着で、常に毅然とした態度を崩さない。26歳。元は中国人民解放軍の兵士としてラストクルーには軍上層部から選抜されての出向の形で配属されているが、ダンたちと合流する前に一緒に行動していたメンバーは戦死している。父は元共産党中央軍事委員で、高等院校時代を卒業後は人民解放軍総参部直属の机器人兵指揮学院に入校した。その後、いくつかの部隊を経て、先鋭部隊である総参部ロボティックス戦術班に配属された。主武装のスナイパーライフル「ジャグランドR93」は速射性の高いセミオート式のものである他、敵ロボットを麻痺させる「電磁グレネード」を装備している。今までダンたちと色々と行動していたが、実は物語の核心の一つといえるべき存在で、正体は人間とホロウチルドレンの間に生まれた子供（ハイブリッド）であり、いわゆるダンたちにとっては人類の敵ともいえる。一度は天田の元に就いたが、ダンに助けられたことで裏切ることはできないと最終的にはダンたちと和解し、最後まで共闘した。決戦後はロボットの子供故に追われる身となって決して逃げ切ることのできない逃亡生活を送っていたが、そこで自身の後を追ってきたダンと再会する。
カイン/Cain
声：掛川裕彦
IRTAフランス部隊により開発されたCN-7型戦闘ロボット。ベルゲン社製の最新鋭の人工知能を搭載しており、会話による自然なコミュニケーションが可能。外見以上に頑強な装甲とパワーに加え、ワイヤーガンや飛行機能、更にはハッキング能力など潜入工作におよそ必要な機能を取り揃えている。その他、左顎裏にあるスイッチを押すことで音楽を流し、バレエやポップダンスを踊るというイースターエッグめいた機能と関節可動性まで備える。人工知能にはややクセがあり、柔和で平板な口調からピント外れなジョークを飛ばし、表情がないにもかかわらず得意げな仕草をするなど、どこかユーモラスである。主武装のハンドガン「LE-18マシンピストル」はフルオート機構を備えたもので、火力の少なさは装甲を活かした突撃戦法と格闘攻撃で補う。CN-7型の正式採用と量産化に向けた試験を兼ねてミッションに参加させられ、後に天田によって操られてしまい、しばらくは消息を絶っていたが、全員生存ルートでは終盤において姿を現し、フェイを助ける。しかし、別のルートでは姿を現すことはなく、行方不明となっている。
レイチェル・タウンゼント/Rachel Townshend
声：皆川純子
イギリス人で、階級は中尉。ラストクルー暦4年の元MI6(英国秘密諜報部)のエージェント。28歳。チャーリーとはMI6時代から幾度と無く戦場を共にしており、屈強な外見に違わず剛毅で人情に篤い正確。また、あまり裕福でない家庭の出身らしく、下層と上層の格差に義憤の情を露わにすることもある。主武装のショットガン「HIG-S8ショットガン」は威力と発射サイクルのバランスが取れたポンプ式のものである他、「HEMWL-3.8対ロボットランチャー」という強力なロケットランチャーを携行している。ダンとボウがグランランサーに追われているところをロケットランチャーでグランランサーを撃退し、合流する。その後、ダンたちと合流以降は行動を共にしていたが、ルートでは終盤においてフェイを庇って致命傷を負い、後に息絶えてしまう（全員生存ルートでは生き延びている）。
チャールズ・グレゴリー/Charles Gregory
声：桐本琢也
イギリス人で、階級は大尉。チャーリーの愛称で呼ばれる。王位士官学校出身で、レイチェルと同じく元MI6のエージェント。40歳。かつてはSAS（英国陸軍特殊空挺部隊）でも10年近く、アジア各地で秘密工作に従事していたこともある。基本的には良くも悪くも英国紳士然とした態度だが、やや神経質で、任務への責任感から激することも多く、階級や肩書きを重視する。また、｢酒飲みと任務を共にするとうまくいく｣という独自のジンクスを持っており、自身も酒を好む他、読書を趣味とするが古い映画・小説の知識はない（あるいはそのようなジャンルを好まない）ようで、ジェームズ・ボンドを知らなかった。主武装のサブマシンガン「HIG-PDW44サブマシンガン」は集弾性に特化したものである他、ダンの初期装備と同じ「フラググレネード」を装備している。所属していた部隊を負傷により退役した後にレイチェルの誘いでラストクルーに入隊、今回の作戦では現場指揮官を務めている。
フィリップス/Philips
声：遠藤憲一
ラストクルー歴は7年。階級は少佐。元アメリカ海兵隊士官。50歳。その指揮の腕を買われてラストクルーの作戦本部要員となったため、一切情に揺さぶられない冷徹な判断で、常に結果を出している。また、現在はラストクルーの作戦支援につく各国部隊との連絡・調整を行う作戦調整官として米軍との太いコネクションを持つ。今回の作戦ではヘッドクォーター（HQ）として作戦本部からダンたちの支援に当たるが、実は天田博士の開発した自我（いわゆる人工知能をヒトの知能に近づけた存在）が目当てで、ダンたちを利用してそれを入手し、兵器として利用しようと目論む。終盤でダンたちを急襲し、ロボットに搭乗してフェイを攻撃しようとするもカイン（ルートではロイ、もしくはレイチェル）が庇ったことで失敗、彼らに襲い掛かるが敗北し、最後はミサイルの着弾命令を出して道連れにしようとするもそれも失敗し、ダンたちに止めを刺される前に持っていた拳銃で自ら命を絶った。
ジャン
声：不明
IRTAフランス部隊に所属しているフランス人。カインと共に行動し、合流地点の上層都市で警察とカーチェイスをしていた。その途中でダンたちを装甲車で拾い、高速道路で激しいカーチェイスを繰り広げるが、ミサイルを車に撃ち込まれた際の衝撃で死亡した。

### 下層スラムの人々
ユキ/Yuki
声：武井咲
旧渋谷駅にある下層スラムの少年グループの一員である、15歳の少女。物怖じしない性格から三船に気に入られて普段は危険な物品の運び屋をしている。また、三船からの稼ぎがいいため、自身が率いるグループは疲弊しきった大人たちや未来が見えず長らく笑っていない他所の子供たちと違い、活気にあふれている。三船の使いとしてダンたちと出会い、彼らを三船のところに案内する。
三船（みふね）/Mifune
声：松方弘樹
渋谷の地下街を仕切るヤクザ。売春や密売などの違法行為で生計を立てているため、下層スラムに暮らしていながら豪華な生活を送っている。ラストクルーの上層都市への侵入の協力者として手を貸すが、ラストクルーから様々な手を使って金を巻き上げようとする。

### レジスタンス
新堂（しんどう）/Shindo
声：江川央生
他のクルーたちとはぐれたダン、フェイ、カインを三船の依頼で助けに来たレジスタンスのリーダー。裏切りや出し抜きが当たり前の下層街において仲間や絆を大事にしている。
長年の付き合いがあるヨシキがホロウチルドレンだと分かり、ショックを受ける。その後、ダンたちと行動を共にするが、ダンや黒澤と共にスクラップエリアを脱出する直前で数体ものヨシキそっくりのロボットと出くわし、戦うために唯一その場に残って消息不明になった。
ヨシキ/Yoshiki
声：岡本寛志
新堂と10年の付き合いがある少年。
実は内務省のスパイであるホロウチルドレンで、アジト内のロボットを暴走させるも、すぐフェイに射殺された。

### 内務省警察局
黒澤（くろさわ）/Kurosawa
声：北村一輝
内務省警察局の刑事で、前線指揮官であり、レジスタンスから内務省のイヌと言われて危険視されるほどの腕利きの捜査官でもある。AMADA社の言動には個人的に漠然とした疑念を感じている。武器はスナイパーライフルで、勤務中の食事のお気に入りはカップラーメンである。交通課から異動したばかりの部下と共に警察官の職務として、密入国をしたうえに戦闘行為を行うラストクルーたちを追跡し、AMADA社の開発室でアサルトシューターを数体引き連れてダンたちに降伏するよう促すも天田（人工知能で操られた分身）にロボットをハックされ、ダンと新堂と共にスクラップエリアまで移動させられる。スクラップエリアからの脱出後、ミサイルを世界中に送り込むことを知り、内務省へ連絡しに引き返す。

### AMADA
天田 洋二（あまだ ようじ）/Yoji Amada
声：竹中直人
2000年生まれの若くしてロボットと人工知能の権威として知られたAMADA社の創設者で、社長。AMADA社で得た資金を背景にニューオーダーズと呼ばれる当時の新興政治勢力を支援し、彼らが力を得ると日本の上層都市建設では中心的な役割を与えられ、更に強大な富と力を得た。しかし、2039年に自社の技術を盗用したとしてアメリカのロボット会社最大手ベルゲン社を訴えるが、敗北した上に莫大な慰謝料を請求され、以来40年近く公の場から姿を消す。
ベルゲン社との法廷闘争に敗れたことで人工知能をヒトの知能に近づけるべく、人工知能に恐怖や苦痛を認識させる研究を行っていた。しかし、物語終盤でそれが原因で自らが作った「あるモノ（いわゆる人工知能）」に殺されていたことが判明し、遺体はそれがある手前の部屋にミイラ化して安置されていた。

### ベルゲン社
アレクサンダー・ベルゲン/Alexander Bergen
声：佐藤正治
ベルゲン社のCEO。アメリカ政府の後ろ盾を背景に、なりふり構わぬ手段でベルゲン社をロボットのトップ企業にし、あわよくばホロウチルドレンの技術を我が物にしようと考えている。しかし、物語の終盤でAMADA社の解体と開発データや関連施設なども含めて、すべて破棄が決定されたことを知り、本人はそれを受け入れ、手を引いた。

## 登場するエネミーロボット
アサルトシューター/V-501 Drone
ゲーム開始直後から登場する、最も一般的な人型ロボット。治安維持など多くの用途で活躍している。アサルトライフルや防弾シールドを装備しているが、戦闘能力はそれほど高くない。集団で出現したときは、脚部を破壊して移動速度を遅くしたり、グレネードでまとめて攻撃するとよい。外見は抹茶色の装甲で、成人男性よりやや小柄な躯体。また、実写版のショートムービーの主人公、「アサルト君」として登場する。
ホイーラー
アダプター型飛行ユニット。航続距離も短く飛行速度は限られているが、ロボット輸送に幅広く使用されており、数機が編隊を組みながら大型ロボットを運ぶこともできる。
ウォッチャー
無人航空システム。通常はリング状の機体として飛行するが、目的地に到達すると3つに分離し、それぞれが自律索敵モードに入る。光学・音響・IR以外センサーが搭載している。
グランランサー
大型の人型戦闘ロボット（ただし脚は逆関節）で、白色の装甲に身を包み、槍（ランス）のような右腕の機関砲と、左腕の大楯のようなミサイルランチャーで武装している。体験版や、主に下層エリアでボスとして何度か戦うことになる。完全に機能を停止させるには、大きな笠状の頭部にある動力源を高所から狙うか脚部を壊して転倒させて破壊する必要がある。
ニードル・バグ/MRJ-0033
AMADA社製。閉所偵察用の小型ロボット。独自の通信ネットワークで集団行動を形成する。敵の行動を妨害する戦術プログラムが組み込まれたバージョンもある。
ラピッドシューター/V-501-V Drone/LRJ-0029
ベルゲン社製。アサルトシューターの移動速度強化バージョン。序盤から登場するが、照準が合わせづらく苦戦しがちなエネミーである。追いかけると後退しながら攻撃してくるため、遮蔽物に身を隠し、近づいてきたときに脚を狙うのがよい。外見はアサルトシューターと同等の大きさで、レンガ色の外装が特徴。また頭部がやや大型化し、肩には大きな突起が見られる。脚は走力を重視した形状になっているが、シノビほどの運動性は持たない。
ヘラクレス/V-3500 Heavy Soldier
やや大型のロボットで、序盤に登場するものはガトリングガンやロケットランチャーを装備している。出現地点からほとんど動かず、ガトリングガンを乱射するのが特徴。絶対に正面に立たず、遮蔽物に隠れながら脆弱な頭部を狙うのがベストである。ゴーレムよりもさらに大柄で、茶褐色の装甲を持っている。頭部のセンサーもゴーレムより激しく発光している。
アイアン・ボエール
空中機動作戦のために開発した無人高機動エアクラフト。標準でアサルトシューター6機、もしくはチューブガンナー8機を搭載可能。1基のエンジンでも稼働していれば飛行可能という、高いサバイバビリティを有している。
デッドアイ/V-R100 Widowmaker
スナイパーライフルを所持し遠方からの狙撃を得意とするロボット。部位破壊はできないが、装甲は薄く、スナイパーライフルはもちろん、その他の小火器でも数発命中すれば破壊可能。薄い黄土色で、スカートのような脚部外装を持つ小柄な外見。頭部には長く突き出た望遠鏡のような目を持つ。
ゴーレム/V-550 Infiltrator
ショットガンを所持し、接近戦を得意とするロボット。バトルマップでプレイヤーを発見すると突進してくる。遮蔽物に隠れても接近されるため、近づかれる前に足を破壊するか、ショックバーストで行動不能にする必要がある。フットボウラーを思わせる大柄な躯体を持ち、全体的に黒い装甲で覆われている。頭部には赤いセンサーがあり、３本のスリットが入ったバイザーでそれを覆っている。
アルフィー
生産ラインが廃止されているAMADA社製生活支援ロボット。旧型水素電池・ニッケル電池を電源とし、AIの意思決定速度も遅く、作業動作も現用機種よりかなりの初期段階モデルである。
スパイダー
巨体を誇る大型多脚戦闘ロボットだが、ビルの垂直壁面を自在に歩行することができ錯雑な都市部で十全に機動性を発揮する。武装は後部の垂直発射式の多連装ミサイルと、前面を強力に掃射する機銃を備え、分隊総力による攻撃でも苦戦は必至。
コンドル
小型の飛行ロボット(無人航空機)。軽快に飛行するが、射撃時には空中にホバリング（静止)する隙がある上に耐久力も低い。
アイアン・ラプター/UASJ-0092
AMADA社製。鳥のようなシルエットの翼と両脚部分にエンジンを備えた大型の無人航空機で、もとは輸送機を武装航空機に改造したものとされる。劇中ではガンシップと呼ばれ、爆撃やミサイル、多数のコンドルを放出して攻撃してくる。
クリーパー
国際条約で禁止されている「インテリジェント地雷」日本政府は外交的な孤立状態に入ると、事実上条約を無視する形で、特定の目標を認識すると接近爆破するロボット地雷。
シミアン
元々は動物の動きをロボットに応用する研究の過程で生まれ試作ロボット。しかし、その完成度の高さから、市街戦用の索敵・偵察ロボットとして採用した。現在ではその高い機動性・格闘能力から暴徒鎮圧にも投入されている。
ベティ
日本国内では普及している汎用ロボット。正式な名称は、「自立型生活支援ロボティクス・システム」。職場での雑用一般、接客、家事支援、公共清掃作業など、すでに日本の社会基盤を支えるロボットとして、上層都市の各地で運用されている。
ローディー/MRJ-0664
AMADA社製の装甲戦闘車両ロボット。ゲリラの奇襲を可能な限り回避するため、高速移動を重視した設計がなされており、きわめて優れた加速性能を有している。主に未整備地域のパトロールにも使用されている
モービルガン
劇中では移動砲台と呼称される、両腕が砲になった大型二足歩行ロボット。遠距離からの砲撃の威力は脅威だが、近距離戦の手段には乏しい。カインのハッキングで乗っ取りプレイヤーが一時的に操作できるイベントがある。
チューブガンナー/MRJ-0773
AMADA社製。空挺兵タイプのロボットで円筒状形態で搬送され、着地すると四足歩行の戦闘形態へ変形する。
シャーヘッド
AMADA社が独自開発した民間用の警備ロボット。ただし、民間用に区別されているが、ベースとなる技術は軍事用を土台にしており、戦闘力は極めて高い。特別な近接戦闘プログラムと火器管制システムによって組織的な要人警護も行える。
ゴリラ
名前のとおりゴリラそっくりの形状をしているロボット。電車を止めるほどのパワーと不死身の頑強さを備え、火器こそ搭載していないが、屋内戦においては高い運動力を生かした飛びかかりと打撃は、重武装した戦闘員でも多大な脅威となる。ステージと攻略パターンを変えながら計3回もの戦闘となる。
クラブ/CRJ-0128
AMADA社製。四本腕の上半身と四足歩行の下半身に分かれ、頭がある本体部は下半身側。本来は作業用ロボットでレジスタンスのアジトで使われていたが、ハッキングを受けて敵として牙をむく。非武装だが重量物を投げつけてくるなど、脅威となる。
ツァーリ・ランナー/MRJ-0073
AMADA社製。路上高速戦闘用の可変大型ロボット。二輪車形態と、足先がタイヤになっている人型形態を使い分ける。肩のミサイル砲の他、トラックほどの大きさがある車輪による蹂躙を武器とする。耐久力も高く全身が炎上しても追撃をやめないが、ウイリー走行で露わになる車体下面が弱点。
シノビ/LRJ-0087
AMADA社製。隠密行動と暗殺任務に特化した機動力が高いロボット。特に政府の孤立主義に反対する政府活動家や反政府ゲリラ指導者などの暗殺事件において、特殊工作用のロボットとして使用されている。
メデューサ/CRJ－0656
AMADA社製。中央ロビーの天井を占有する巨大なオブジェのような防衛システムで、触手型の複数のアームを持つロボット。
ガンボックス
AMADA社内の警備ロボット。廊下に鎮座する箱型のオブジェのようだが、見た目よりはるかに強敵で移動しない代わりに耐久力･火力とも高い。
ガウシウス
AMADA社が開発中の荷電粒子砲搭載ロボット。まだ未完成で足がない。戦闘では高出力を確保するため5基も搭載している動力部を全て破壊する必要がある。
プロトタイプホロウチルドレン
ホロウチルドレンの失敗作として廃棄されたと思しき者たち。外被の生体組織はほとんど欠損しており、明確な言葉も発せずゾンビのような有様でAMADA社の廃棄物処理区画を徘徊している。
ケルベロス/LRJ－0118
AMADA社製。警備用イヌ型ロボット。猫科の動物の動きを応用し、限定された空間での近接戦闘が得意。ただし、特殊な機能・機構は汎用には欠けるために、一部の特別施設で使用されるに留まっている。
キュイラス1
米軍が運用する有人操縦の戦闘ロボット。「先進ロボティクス・フォース2080」計画で開発された特殊作戦強化外骨格スーツ。搭乗者はブレインマシン・インターフェースにより、脳波で操縦を行う。特に降下作戦や上陸作戦で運用も想定されており、高い機動性や運動性を有している。
キュイラス・アサルト
フィリップス少佐が搭乗する、赤く塗られた特別仕様機。ガトリングガン、ミサイル、回転クローなど豊富な武器を駆使し、耐久力も通常型とは比較にならない。「キュイラス」の発展改良型。新開発の統合射撃統制システムが採用され、命中精度も大幅に向上している。またネットワークの性能も強化されており、作戦指揮・情報処理能力も非常に高い。

## 世界設定・用語
この世界のロボットについて
海水面上昇に伴い国家中枢などを上層都市に移動させるべく、その予算の多くをロボットにつぎ込み、高層建築など危険な仕事をロボットに任せたのがこの世界でロボット産業が発展した一因である。やがて広範囲な分野にロボットが進出し、露天掘り掘削用の巨大な重機ロボットから特殊素材を大量生産するナノサイズ・ロボットの製作まで産業規模は拡大。ベルゲン社が市場を独占するまで、こうしたロボット技術の発展と共に熾烈な開発・販売競争が繰り広げられた。当初は日本がロボット産業を牽引したため、アニメや漫画の影響からか人型ロボットも盛んに開発された結果、富裕層にも人型ロボットが受け入れられ人型ロボットが世界のロボット・スタンダードとなるキッカケを作ったと言われるようになる。
一方、軍事用ロボットは早い段階で研究開発が始まり、既存兵器のロボティクス化だけではなく、人間の兵士から人型戦闘ロボットの転換が図られた。しかし、人的損耗が抑えられたことや、人近似ロボットによる工作活動などの戦術により、戦局が泥沼化する事態が相次ぎ、アンダーグラウンドにも人近似ロボットが流出したことでテロが頻発するようになってしまった。このため、ロボットの所持・開発・研究を規制しろという声が上がり始め、ニュージュネーブ条約の制定に至る。
ニュージュネーブ条約とジュネーブ・コード
世界150カ国が、戦争に使用する軍事用ロボットの数量削減、使用目的の限定、そして爆弾テロなどで使用される人間と判別が難しい「人近似ロボット」の禁止などを目的とした国際条約がニュージュネーブ条約。その21条では「人近似ロボット」の定義として姿形を人間に似せることを禁止するだけでなく、人間の精神を尊重するためということで「精神的高次機能を有する人工知能」研究開発の禁止も盛り込まれており、この条文をジュネーブ・コードと呼ぶ。ジュネーブ・コードは新世界の新たな倫理を作り出したと言われている。
加盟国にニュージュネーブ条約を遵守させるために設立されたのがIRTA（国際ロボット技術機構）である。
ラストクルー（Rust Crew）
IRTA（国際ロボット技術機構）がジュネーブ・コード違反を摘発するため、米軍支援の下で独自に保有する多国籍の潜入捜査部隊。捜査は事前通告無しの抜き打ちで行われる。司令部はアメリカの人員で占められているため、事実上アメリカ政府の御用聞きと化している。
部隊の所属国毎に特色があり、フランス部隊は電脳戦やロボットを積極的に取り入れている
ホロウチルドレン
軟部組織・皮膚を模した細胞シートで金属骨格を覆った、全く人間と区別のつかない外見を持ったロボット。加えて人間と同等の感情・自我、さらに個体によっては生殖能力すら有するため、外傷などで細胞シートが剥離しないかぎり判別は不可能に近い（このようなロボットを製造することはニュージュネーブ条約・21条で禁じられている）。
推定30年以上前から人間社会に紛れ込んでおり、ホロウチルドレン自身も自らを人間と信じて疑っていない。
IRTAはその存在を人間社会の脅威とみなし、製造者と目される天田洋二の身柄拘束をラストクルーに指示する。
ベルゲン社（BERGEN)
アメリカ合衆国ミシガン州デトロイトを本拠地とし、世界市場のシェア95%を独占するロボット製造会社。ロボットに組み込む基本OSを押さえている。アメリカ政府の後ろ盾と資金援助を背景に、なりふり構わぬ手段で急成長を遂げた。CEOであるアレクサンダー・ベルゲンとその一族による経営が続いており、政界や財界に絶大な影響力を有している。その経営方針はアメリカの国益とも絡み合っているとされる。21世紀の「ロボット・タイクーン」と呼ばれ、巧みな会社経営でカルテル認定を避けている。
AMADA社
2030年に天田洋二が設立した、日本のロボット開発会社。当時のロボットの最先端・最大生産国であった日本を牽引し、世界に先駆けてヒト型ロボットの開発を進め、次々に優れた新製品を世に送り出した。そのため、国際的にも注目を浴びていた。その資金力でニューオーダーズを援助し、彼らが政権を握るとその見返りに上層都市プロジェクトに参入。更に巨額の収益を上げた。今でも内務省との癒着は公然の秘密となっている。
しかし、2035年に全てのロボットのAIに組み込む基本OS技術が産業スパイに盗まれ、更に2039年に特許侵害でベルゲン社を訴えるも敗訴。今ではかなり小規模な会社になっている。
ちなみに実在する会社アマダとは無関係である（公式サイトにも記述されている）。
ハイブリッド
この事件の核心となる「存在してはいけない存在」。AMADA社の「あるモノ」が、自衛のためにロボットと人間の垣根を取り払おうとした結果生まれた。
生殖機能を持つ最新型のホロウチルドレンを母親に持つヒトのこと。肉体的にはヒトと変わりはないため、本人も自らの素性を知らないことが多い。現在、108体が確認されている。遺伝子的に優れた身体機能を持ち、感情の起伏が少ないとされる。

### 2080年の東京
東京は海岸部にあるが故に海水面上昇の影響を諸に受けてしまっている。高さ100メートルを越す東京湾の巨大堤防は着工から50年かけた今もなお建設工事を続けている。予算不足で対策が執られなかったお台場は法的には水没地帯に指定されて放棄されており、首都高は2030年代から上層都市建設反対派のテロによる爆破事件などが多発したこともあって、インフラとして機能しなくなり打ち捨てられている。六本木は地下鉄などに流れ込んだ地下水などでかつてのショッピングセンターや高層建築の土台部分が脆くなって倒壊の危険性が高くなっており、ほとんど人は住んでおらず、内務省治安部隊とレジスタンスの勢力が拮抗する地区として、過去に激しい戦闘が幾度も繰り返されている。上層都市は渋谷の近くに立てられている。
特権階級や富裕層が一見不自由が無いように見える生活を上層都市で謳歌している一方で、下層スラムでは難民同然の人々が政府からの最低限の食糧配給を受けて細々と暮らしている。下層は非常に治安が悪く、一般市民ですら銃を携行しているのが当たり前になっている。また、ここに住んでいる者は原則として上層都市への立ち入りを厳しく禁じられており、上層へ向かおうにも治安維持部隊のロボットたちの監視が厳しいため、行くことはほぼ不可能である。
ニューオーダーズ
2033年に興った日本の孤立主義・右翼的政治勢力。地球温暖化などから派生した多数の経済的社会不安の中で台頭し、「海面上昇に備えた社会基盤整備」「ロボットによる経済再生」「新たな社会秩序の構築」の3つの目標を掲げ、社会の期待を受けて強力なリーダーシップの元、勢力を拡大した。AMADA社からの資金援助を受け、ロボットを大量投入した国家基盤事業として海面上昇対策工事、上層都市プロジェクトなどを展開、その見返りにAMADA社に上層都市計画への参入などの特権や便宜を与えた。
現在でも内務省の主要構成員はニューオーダーズである。
内務省
ニューオーダーズが秩序回復のために警察庁、海上保安庁、総務省、国土交通省、厚生労働省などの権限を吸収して設立した。AMADA社から膨大な資金提供を受ける代わりにAMADA社にさまざまな特権や便宜を与えているのは公然の秘密となっている。反政府レジスタンスらに対し強力かつ迅速な行動をとることが認められており、AMADA社のロボット戦術を重視した治安維持部隊を次々に創設。レジスタンスがほぼ力を失った現在でもなお治安維持にあたるロボットたちは増え続けており、内務省の権限増大に歯止めを掛ける者はいない。
反政府レジスタンス
内務省からはテロリストと呼ばれている勢力。複数のグループが独自に動いている。
ニューオーダーズに反発して発生した勢力で、特に上層都市プロジェクトが下層都市をスラムとして見捨てることと表裏一体であることからその反発を強める。その構成員は上層都市に移住できない難民同然の貧困層がその大勢を占めている。ただし2080年現在では、長引く抗争による疲弊と圧倒的な戦力を持つ内務省との差に戦意を喪失しかけている。

## 仕様
ゲーム内容は一般的なサードパーソン・シューティングゲームであるが、ウォータースライダーステージや水上バイクの操作などアクションステージやQTEも存在する。プレイヤーだけでなく味方NPCが死んでもゲームオーバーになる。プレイヤーがダメージを受けると、受けたダメージが大きいほど画面の周囲が赤くぼやける。体力はある程度までなら一定時間ダメージを受けなければ自動回復する。
武器の購入や強化はステージの所々に置かれているショップ端末で、敵を撃破すると入手できるクレジットを使用して行う。ショップ端末にはクジがついており、買い物をして端末を離れる際にハズレ・アタリ・大当たりをランダムで抽選し、アタリと大当たりでは景品としてアイテムが射出される。また、武器は倒した敵が落とした物を一時的に使用することもできる。キャラクターそのものの強化はショップ端末で販売していたり、ステージに落ちているナノマシンというアイテムを、2×3のマス目パズルの要領で組み合わせを考えながら装備することで行う。
ステージによっては同行する味方を絞る必要がある。ステージを進んだ先でさらに同行者を絞る必要が生じることもある。

### 信頼度
味方NPCには、それぞれのキャラクターに主人公に対する信頼度が設定されている。信頼度は相手の作戦に同意したり、戦闘中に助けたり、会話で好感を得ると上昇し、逆に誤射をしたり、強引な作戦行動で仲間がダメージを受けたり、会話で不評を買った場合には下降する。信頼度が高いとNPCはプレイヤーが楽になる作戦を、逆に低いとプレイヤーの身を危険にさらす作戦を提案する。プレイヤーが提案した作戦を味方NPCが同意するかどうかも信頼度によって決まる。さらには、信頼度によってストーリーの内容が変化し、エンディングにも影響を及ぼす。

### リップルリンクとボイスコマンド
このゲームではプレイヤーが任意のタイミングで味方NPCへの指示や会話を行うことができるリップルリンクというシステムを搭載している。ボイスコマンドはその自由度を高めるためにマイクが接続されている状態で使用できる音声認識を利用した機能。マイクが接続されていない状態では簡易コマンド画面を開き選択したい定型文のボタンを押して指示・会話を行う。「隠れろ」など一部の指示はボイスコマンドでしか指示が出せない。非戦闘中ではこちらから会話を振ることもできる。味方NPCがプレイヤーの指示を受け入れるかどうかも信頼度によって変わる。

### マルチプレイ
本作におけるネットワーク対戦は1ゲームで最大10人同時にプレイできる。チームは政府軍側とレジスタンス側に分かれ、対戦を行う。
DLCキャラクターとして『龍が如く OF THE END』の主人公の4人が登場する。

#### ゲームモード
フリーフォーオール
個人戦であり、政府軍でもレジスタンスでも自分以外のプレイヤーは全員敵とみなして戦わなければならない。他のキャラクターを倒すことで個人のスコアが増加し、制限時間内に個人のスコアが最も高いプレイヤーが勝ちとなる。
チームデスマッチ
政府軍とレジスタンスに分かれて対戦を行う。5ラウンド制で3ラウンドを先取したチームが勝利となる。また、各ラウンドは制限時間内にチームのスコアが高いチームがラウンド取得となる。
チームサバイバル
チームデスマッチのルールに似ているが、一度死亡すると次のラウンドまで復活できない。敵チームを全滅させることが目的となる。
オペレーション
攻撃側と守備側を交代しながら対戦し、攻撃側はステージに配置された爆弾を守備側の補給物資に設置し爆破を目指す。守備側は攻撃側から爆破されないように補給物資を守らなければならない。
6ラウンド制で4ラウンド先取したチームが勝利。
データキャプチャー
敵陣のデータを回収し、自陣に持ち帰る「キャプチャー・ザ・フラッグ」のようなモード。自陣に自チームの「データ」を確保している状態で、敵チームの「データ」を回収し、自陣に持ち帰るとスコアが入る。一度スコアが入ると、「データ」は自陣と敵陣に1つずつ設置された状態に戻る。
ドメインコントロール
攻撃側と守備側を交代しながら対戦し、攻撃側は守備側の3つのポイントエリアを順番に全て制圧しなければならない。各ラウンドは、制限時間内に全てのポイントエリアの制圧に成功すれば攻撃側の勝利、1つでもポイントエリアの防衛に成功すれば守備側の勝利となる。6ラウンド制で4ラウンド先取したチームが勝利。
コープモード
プレイヤー同士が協力するプレイモード。最大4名で仲間と協力してエネミーロボットを倒す。ラウンド制で、全50ラウンドのクリアを目指す。ラウンド毎に出現するエネミーロボットを全滅させることで次のラウンドに進むことができる。

#### クラス
なお、オンラインプレイのキャラクターは以下の5つのクラスに分けられる。
ソルジャー
メイン武器カテゴリ：アサルトライフル
あらゆる状況に応じて柔軟に対応できる標準的なクラス。近距離から遠距離まで範囲に捕らわれず柔軟に対応できるが、近距離ではスカウトとストライカーに、遠距離ではスナイパーとヘビーガンナーに弱い。
スカウト
メイン武器カテゴリ：サブマシンガン
機動力が最も早いクラス。接近戦や背面からの攻撃を得意とするが、防御力は雀の涙程度であり、中距離以上の戦闘が苦手。
スナイパー
メイン武器カテゴリ：スナイパーライフル
目立たない姿で物陰から狙撃するのに適したクラス。プレイヤーの腕によって一撃必殺の攻撃を繰り出せるが、近距離から中距離までの戦闘は苦手。防御力も低い。
ヘビーガンナー
メイン武器カテゴリ：ライトマシンガン
装弾数が多く、中距離から遠距離までの戦闘が得意であり、防御力は高いが、機動力が低い。
ストライカー
メイン武器カテゴリ：ショットガン
近距離をメインに戦うクラス。機動力が高めだが、射程が短いため、中距離以上の攻撃が苦手。

## 楽曲
- 主題歌：吉井和哉「煩悩コントロール」（EMIミュージック・ジャパン）

## 受賞
- 日本ゲーム大賞2011 - フューチャー部門 受賞[8]